# Renzo Nissim
Renzo Nissim (Firenze, 19 giugno 1907 – Roma, 9 novembre 1997) è stato un giornalista, pianista, compositore, pittore, commediografo, autore e conduttore radiofonico italiano.

## Biografia
Laureato in giurisprudenza all'Università di Firenze, esercitò l'attività di avvocato e parallelamente si dilettò come pianista jazz, collaborando tra l'altro con l'Orchestra Barzizza, e come compositore, lavorando spesso con Vittorio Mascheroni. Colpito dalle leggi razziali fasciste, partì il 4 dicembre 1938 per New York, dove intraprese l'attività di giornalista, collaborando con pubblicazioni statunitensi e italiane, tra cui L'Illustrazione Italiana e Il Tempo, sotto lo pseudonimo Renzo Renzi.
Alla fine degli anni quaranta iniziò la sua collaborazione con la Rai come cronista di avvenimenti musicali nel programma settimanale La voce dell'America. 
Rientrato in Italia alla fine degli anni cinquanta, iniziò a collaborare con la televisione e la radio di Stato come autore e conduttore; tra i suoi programmi più noti vi furono Io e il mio amico Osvaldo e Canzoni nel tempo. Personalità estremamente eclettica, fu anche commediografo e pittore di successo, tenendo oltre 40 mostre in Italia e all'estero, e venendo ribattezzato "il pittore delle cupole". Proseguì inoltre l'attività giornalistica, tra l'altro curando per anni la rubrica Osservatorio su Musica e dischi.

## Varietà radiofonici Rai
- Buongiorno come sta?, varietà radiofonico presentato da Renzo Nissim, regia di Adriana Parrella, trasmesso nel 1975

## Prosa televisiva Rai
- La moglie americana, atto unico di Renzo Nissim, regia di Guglielmo Morandi, trasmessa il 15 novembre 1960.

## Varietà televisivi Rai
- Itinerario quiz, testi di Renzo Nissim, presentazione di Edoardo Vergara Caffarelli, regia di Pietro Turchetti trasmessa nei mesi di giugno-luglio 1962